# Легия (хоккейный клуб, Варшава)
«Легия» (пол. Legia) — хоккейный клуб из города Варшава. Основан в 1926 году. Выступает в Второй хоккейной лиге. Домашние матчи проводит на арене Гала Торвар II.

## История
Хоккейная секция спортивного клуба «Легия» была основана в 1927 году. Первым крупным успехом клуба стал выигрыш чемпионата Польши в сезоне 1932/33, когда команде было присвоено чемпионство совместно со львовским «Чарни» из-за равенства набранных очков. «Легия» доминировала в польском хоккее с 1950 по 1970 год, завоевав 12 титулов. В 1981 году секция хоккея была расформирована из-за недостатка финансов. В 2005 году клуб был возрождён.

## Достижения
- Чемпионат Польши по хоккею:
  - Победители (13) : 1933 , 1951 , 1952 , 1953 , 1954 , 1955 , 1956 , 1957 , 1959 , 1961 , 1963 , 1964 , 1967
  - Серебряный призёр (7) : 1928 , 1931 , 1958 , 1960 , 1962 , 1965 , 1966
  - Бронзовый призёр (3) : 1929 , 1930 , 1949

## Известные тренеры
- Валентин Сенюшкин
- Анатолий Фирсов
- Константин Локтев